# Ztracené iluze
Ztracené iluze je francouzský realistický román Honoré de Balzaca. Román vyniká věrným vylíčením ze života odpozorovaných charakterů, realistickým až mikroskopicky nemilosrdným pohledem do zákulisí intrik francouzské společnosti na začátku 19. století.

## Dílo

### první část
Zde je vykresleno přátelství Luciena a Davida. Chudý Lucien du Rubempré je krásný, nadaný básník, který žije spolu se svou sestrou Evou a matkou v malém městečku Francie asi po roce 1825. Eva se brzy provdá za Lucienova přítele, pracovitého a ušlechtilého, leč idealistického, vynálezce, Davida Sécharda, který koupil tiskárnu od svého otce a snaží se vynalézt způsob, jak levně vyrábět papír.

### druhá část
Zde je vykreslen bouřlivý vzestup a pád Luciena du Rubempré. Lucien se stane ctitelem paní de Bargeton, která jej podporuje v básnické činnosti. Společně se vydají do Paříže, aby se Lucien proslavil. Pařížská šlechta opovrhuje venkovskou hraběnkou i jejím svěřencem, a tak láska brzy vezme za své pro jejich rozdílný společenský původ. Mladý muž se musí o sebe postarat, zůstane ve velkoměstě a dostane se mezi skupinu novinářů , se kterými založí noviny, a získává nerozlučné přátelství spisovatele D'Artheze, který nad morálně vratkým Lucienem vyniká pevností charakteru. Seznámí se též s krásnou herečkou Coralií, která se do Luciena hluboce zamiluje a naopak. Ačkoli se zdá, že Lucien bude úspěšný i díky své sbírce Sedmikrásy a románu Lučištník Karla IX., básníka zničí konkurence. Lucien je později nucen obětovat svého přítele D'Artheze, když nevybíravě pošpiní jeho knihy v novinách. Lucien se dostane na vrchol novinářské moci a slávy pro svůj břitký styl psaní, jímž je schopen zničit kohokoli. Ale stane se obětí aristokratických intrik, nechá se totiž navnadit na svou ješitnou touhu po šlechtickém titulu, přidává se na stranu royalistů, získává příliš mnoho mocných nepřátel a upadá spolu se svou milenkou do tíživých dluhů a chudoby. Jeho milenka onemocní a umírá, Lucien se, nyní již bez iluzí, vrací zpátky do svého rodného kraje. Mezi tím však stačil finančně potopit i své ochránce, Davida a Evu, když podepsal Davidovým jménem směnky na 3000 franků. Kvůli tomuto podvodu je David uvězněn.

### třetí část
Jsme svědky pádu Sechardovy tiskařské firmy, zatížené dluhy, a nahlížíme do intrik bank a právnických kanceláří. David mezitím horečně pracuje na svém převratném objevu levnější výroby papíru. Sekundy rozhodují o vítězství nebo krachu. Zničený Lucien se mezitím vrací do rodného města, kde vidí, co způsobil. Velmi všeho lituje a chce se zabít, odejde z maloměsta. V samotném závěru Lucien potkává tajemného španělského kanovníka Herreru, jenž mu rozmluví zamýšlenou sebevraždu a učiní mu nabídku, která od základu promění Lucienův život a jeho rodina je zachráněna. Pokračování příběhu pak sledujeme v Lesku a bídě kurtizán.

### Charakteristika postav
Lucien, který žije na maloměstě, touží po úspěchu jako básník stejně jako po lásce paní de Bargeton. Básník je velice citlivý, ale také marnivý, lehkomyslný a ctižádostivý. Lehce chybuje a nevědomky často ublíží hlavně své sestře, kterou hluboce miluje. Mnohé si dokáže získat svou mladistvou krásou a naivností. Je zranitelný a snadno zmanipulovatelný, dokáže ovšem obětovat mnohé pro své blízké.
David je téměř pravý opak svého přítele a švagra, Luciena. David je pravý vědec, rozvážný, přemýšlivý, morálně pevný, vytrvalý, ale není žádný obchodník. Věrně a něžně miluje svou ženu Evu, se kterou sdílí společnou bídu. Statečně čelí svému otci, který, ačkoli je bohatý, nechce synovi ani v nejmenším pomoci.

### Novější vydání
- BALZAC, Honoré de. Ztracené iluze. Překlad Stanislav Jirsa. V Praze: Slovart, ©2014. 783 s. ISBN 978-80-7391-845-3.
- BALZAC, Honoré de. Ztracené iluze. Překlad Stanislav Jirsa a Gustav Francl. Vyd. 7., tohoto překladu 1. Praha: Odeon, 1986. 601 s. Galerie klasiků.
- BALZAC, Honoré de. Ztracené iluse. Překlad Miroslav Vlček. 4. vyd. v SNKLU. Praha: SNKLU, 1963. 558, [1] s. Světová knihovna.
- BALZAC, Honoré de. Ztracené iluse. Překlad Miroslav Vlček. 3. vyd. v SNKLHU. Praha: SNKLHU, 1959. 481, [3] s. Nesmrtelní; Sv. 43.
- BALZAC, Honoré de. Ztracené iluse. Překlad Miroslav Vlček. 2. vyd. v SNKLHU. Praha: SNKLHU, 1958. 634, [2] s. Klub čtenářů; Sv. 90.
- BALZAC, Honoré de. Ztracené iluse. Překlad Miroslav Vlček. 3. vyd. Praha: Státní nakladatelství krásné literatury, hudby a umění (SNKLHU), 1955. 648, [2] s. Knihovna klasiků. Balzac, Honoré de: Spisy; sv. 6.